# La Brionne
Brionne – miejscowość i gmina we Francji, w regionie Nowa Akwitania, w departamencie Creuse.
Według danych na rok 1990 gminę zamieszkiwało 348 osób, a gęstość zaludnienia wynosiła 49 osób/km² (wśród 747 gmin Limousin Brionne plasuje się na 326. miejscu pod względem liczby ludności, natomiast pod względem powierzchni na miejscu 616.).